# Barbarossaweg
Der Barbarossaweg ist ein jetzt 326 km langer Fernwanderweg im nördlichen Teil von Hessen und Thüringen mit der Wegzeichen-Markierung  X  und – soweit zweckmäßig – mit der Wegnummer „8“ ( X8 ).

## Entstehung und Neutrassierung
Der Wanderweg wurde bereits um 1930 als Teil eines überregional konzipierten Wegenetzes in Mitteldeutschland durch den Bund Kurhessischer Wandervereine geplant. Er verlief in dieser Urfassung von Ederbringhausen nach Mühlhausen/Thüringen. Bedingt durch die deutsche Teilung wurde der thüringische Abschnitt  Treffurt – Katharinenberg – Mühlhausen ab den 1960er Jahren nicht mehr durchgängig begehbar; der Weg endete damals in der hessischen Grenzstadt Wanfried.
Auf Initiative des Werratalvereins e. V. wurde 1994 eine Arbeitsgemeinschaft gegründet, welche den Wiederaufbau dieses Wanderweges im thüringischen Abschnitt prüfen sollte, hierbei wurde schließlich eine Verlängerung des Weges bis zum Kyffhäuser beschlossen.

## Verlauf
Der Barbarossaweg verbindet den sagenumwobenen Kyffhäuser mit zahlreichen Städten, Klöstern und Burgen, die Kaiser Friedrich I. Barbarossa im Laufe seiner Regentschaft im 12. Jahrhundert aufgesucht hat oder die zu seinen Lebzeiten bereits bestanden.
Der Gesamtweg kann in 15 Tagesetappen zu jeweils etwa 15 bis 30 Kilometern Länge bewältigt werden.
1. (23 km)   Korbach  – Burg Nordenbeck  – Lichtenfels, Ortsteil Dalwigksthal
2. (21 km)   Lichtenfels – Burg Lichtenfels – Frankenau
3. (22 km)   Frankenau – Bad Wildungen
4. (18 km)   Bad Wildungen – Büraberg  – Fritzlar
5. (24 km)   Fritzlar – Felsberg  – Burg Heiligenburg  – Melsungen
6. (23 km)   Melsungen – Spangenberg –  Reichenbach
7. (22 km)   Reichenbach – Waldkappel – Wichmannshausen
8. (22 km)   Wichmannshausen – Boyneburg – Weißenborn
9. (24 km)   Weißenborn – Heldrastein – Treffurt
10. (21 km)   Treffurt – Burg Normannstein – Katharinenberg – Mühlhausen/Thüringen
11. (15 km)   Mühlhausen/Thüringen – Ammern – Sollstedt (Unstruttal)
12. (22 km)   Sollstedt (Menteroda) – Burg Lohra
13. (28 km)   Burg Lohra – Sondershausen
14. (30 km)   Sondershausen – Göllingen – Bad Frankenhausen
15. (15 km)   Bad Frankenhausen – Kyffhäuser – Reichsburg Kyffhausen – Tilleda

Neben den zahlreichen historischen Sehenswürdigkeiten soll der Wanderweg auch zu einer ständigen Begegnung mit moderner Kunst führen. Die Künstlerinitiative Ars Natura hat deshalb entlang des Barbarossawegs – vor allem im Teil zwischen Bad Wildungen und Waldkappel – etwa 150 Kunstwerke installiert. Sie hat sich zum Ziel gesetzt, den Wanderweg auf seiner gesamten Länge zum Kunstwanderweg umzugestalten.
Von Heldrastein bis Ederbringhausen verläuft ein 130 km langer Abschnitt des Wanderwegs der Deutschen Einheit auf dem Barbarossaweg.